# Distretto di Altınyayla (Burdur)
Il distretto di Altınyayla (in turco Altınyayla ilçesi) è uno dei distretti della provincia di Burdur, in Turchia.